# ICE 2

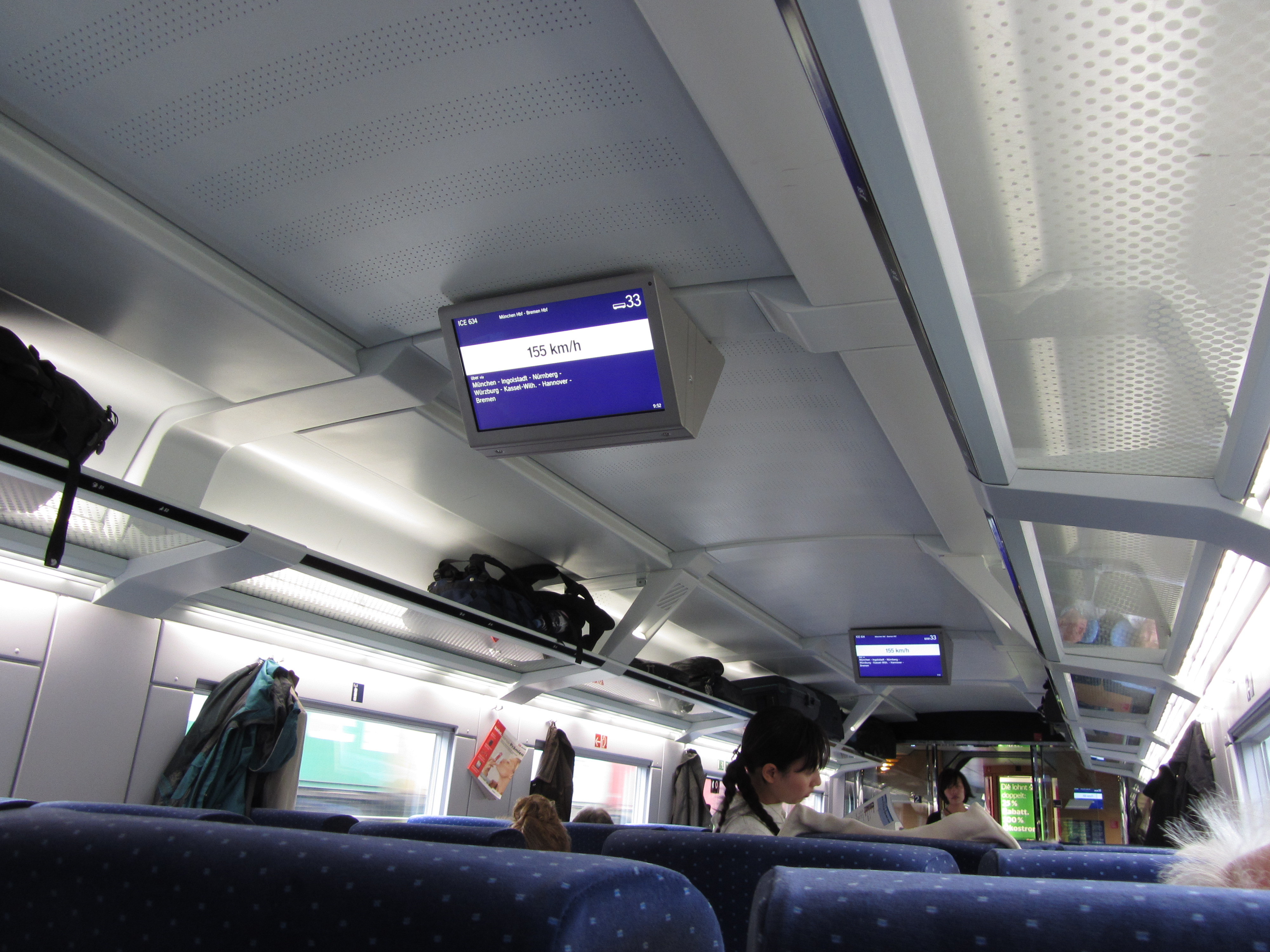
Salon d'un ICE-2 de 2e classe après la rénovation

Les ICE 2 sont des rames automotrices électriques de la Deutsche Bahn, mises en service à partir de 1995.

## Historique
Les ICE 2 sont la deuxième série d’ICE produite par la DB durant les années 1990 produit par Siemens et Adtranz. 44 de ces rames ont été produites. Ces rames sont composées par 1 motrice + 7 voitures. Un élément simple fait 418t pour 205 mètres. Ces rames sont aptes à 280km/h sous caténaire 15kV. Il a une capacité totale assise de 391 pl. Ils sont inspirés des ICE 1 dont le design est repris avec en revanche quelques différences comme la présence d’une seule motrice, contre 2 sur les ICE 1. Il est doté d’une trappe automatique dans laquelle est stocké un attelage Scharfenberg.